# Signalisation routière au Chili
Les panneaux de signalisation sont ceux utilisés au Chili.

## Signes réglementaires

### Panneaux de priorité

Cédez le passage
Arrêt
Arrêtez-vous, les enfants traversent

### Panneaux d'interdiction

Interdiction d'aller tout droit
Interdiction de tourner à gauche
Interdiction de tourner à droite
Interdiction de faire demi-tour
Interdiction de dépasser
Interdiction de changer de voie
Interdiction des camions
Interdiction des véhicules à moteur
Interdiction des bus
Interdiction aux cyclistes
Interdiction aux motocyclistes
Interdiction des véhicules agricoles
Interdiction des véhicules à traction animale
Interdiction des charrettes à bras
Interdiction de stationner
Stationnement handicapés
Interdiction de s'arrêter ou stationnement
Interdiction aux piétons
Interdiction de s'arrêter sur le trottoir en damier
Interdiction du bruit des moteurs

### Panneaux de restriction

Limite de vitesse maximale
Limite de vitesse minimale
Circulation bidirectionnelle
Limitation de poids
Restriction de poids par essieu
Restriction de hauteur
Restriction de largeur
Restriction de longueur
Fin de l'interdiction
Véhicules étiquetés électroniquement uniquement

### Panneaux de obligation

Sens Unique
Double sens
Zone piétonne
Restez à droite
Les poids lourds gardent la droite
Tourner à gauche seulement
Tourner à droite seulement
Allez tout droit seulement
Privilégiez le trafic venant en sens inverse
Privilégier le trafic montant
Les piétons marchent à gauche
Passer à droite
Passer à gauche
Passer de chaque côté
Mini rond-point
Poste de contrôle douanier
Poste de contrôle de police
Chaînes à neige obligatoires
Feux de croisement obligatoires
Sentier des motocyclistes
Les piétons et les cyclistes restent à vos côtés sur le chemin

### Señales de Autorización

Tourner à droite au feu rouge autorisé avec prudence
Tourner à gauche au feu rouge autorisé avec prudence
Stationnement reservé

## Panneaux d'avertissement

### Panneaux d'avertissement sur les caractéristiques géométriques de la route

Courbe douce vers la droite
Courbe douce vers la gauche
Courbe prononcée vers la droite
Courbe prononcée vers la gauche
Route sinueuse, premier virage à droite
Route sinueuse, premier virage à gauche
Double courbe douce vers la droite
Double courbe douce vers la gauche
Double courbe prononcée vers la droite
Double courbe prononcée vers la gauch
Courbe en épingle à cheveux vers la droite
Courbe en épingle à cheveux vers la gauche
Descente raide
Descente raide des camions
Montée raide
Montée raide des camions
Ralentisseurs
Une surface irrégulière
Plongez dans la route

### Panneaux d'avertissement sur les restrictions routières physiques

La route se rétrécit des deux côtés
La route se rétrécit sur le côté droit
La route se rétrécit sur le côté gauche
Pont étroit
La route s'élargit des deux côtés
La route s'élargit sur le côté droit
La route s'élargit sur le côté gauche
Restriction de poids à venir
Restriction de hauteur à venir
Restriction de largeur à venir
Restriction de longueur à venir

### Señales de Advertencia Intersecciones con Otras Vías

Passage à niveau sans portes ni barrières
Passage à niveau devant avec portes ou barrières
Passage à niveau
Passage à niveau à plusieurs voies
Rond point
Carrefour
Jonction en T
Jonction en Y
Petite route à gauche
Petite route devant à droite
Carrefour en quinconce, première à gauche
Carrefour en quinconce, première à droite
Circulation fusionnant à gauche
Fusion du trafic à droite

### Panneaux d'avertissement sur les caractéristiques d'exploitation des routes

Circulation bidirectionnelle à venir
Attention aux cyclistes
Surveillez le passage des véhicules agricoles
Surveillez le passage des véhicules hippomobiles
Animaux domestiques
Animaux sauvages
Piétons
Passage pour piétons devant
Enfants
Cour de récréation
Feux de circulation
Cédez le passage en avant
Panneau d'arrêt devant
Traversée de cyclistes

### Signes avant-coureurs de situations particulières

Attention aux chutes de pierres
Route glissante
Gravier meuble
Danger des fils électriques aériens
Tunnel
Bord de l'eau non protégé
Aéroport
Rafales de vent
Chute de bord
Autres dangers

### Panneaux d'avertissement d'emploi

Travaux
Fin des travaux
Drapeaux de circulation
Surveillez les véhicules de construction

## Panneaux informatifs

Itinéraire alternatif
Sortie
Balise de compte à rebours jusqu'à la prochaine sortie (100 m)
Balise de compte à rebours jusqu'à la prochaine sortie (200 m)
Balise de compte à rebours jusqu'à la prochaine sortie (300 m)
Autoroute
Fin de l'autoroute
Se garer devant
Telephone d'urgence